# Кенійсько-сомалійські відносини
Кенійсько-сомалійські відносини — двосторонні дипломатичні відносини між Кенією і Сомалі у галузі міжнародної політики, економіки, культури, науки тощо. Довжина державного кордону між країнами становить 684 км.

## Історія дипломатичних відносин
Сомалійці в Кенії історично компактно проживають на території Північного прикордонного округу, який згодом був перейменований в Північно-Східну провінцію. У 1925 році в Кенії був утворений Північний прикордонний округ, який раніше розташовувався на території регіону Джубаленд сучасного Сомалі. Британська імперія передала північну частину Джубаленд Італії в знак вдячності за підтримку під час Першої світової війни. Британська імперія зберегла контроль над південною частиною Джубаленд, який в даний час входить до складу Кенії.
26 червня 1960 року, за чотири дні до надання незалежності Британському Сомалі, Лондон заявив, що всі райони Східної Африки, населені сомалійцями, повинні бути об'єднані в одну державу. Однак, незважаючи на проведений плебісцит серед жителів Північно-Східної провінції, який виявив бажання жителів приєднатися до Сомалі, Велика Британія не стала приймати їх думку до уваги і передала територію Кенії після надання їй незалежності. У серпні 1963 року британці із запізненням зрозуміли, що Кенія не відмовлятиметься від Північно-Східної провінції на користь Сомалі. Жителі Північно-Східної провінції негативно сприйняли факт приєднання до незалежної Кенії і стали шукати підтримки серед населення Сомалі. У відповідь уряд Кенії прийняв ряд репресивних заходів проти жителів бунтівної провінції, що призвело до початку Війни з повстанцями «шифта». Хоча конфлікт закінчився підписанням угоди про припинення вогню, сомалійці Північно-Східної провінції як і раніше хочуть жити в складі Сомалі, а не Кенії.
У жовтні 2011 року почалася скоординована військова операція збройних сил Кенії і Сомалі проти терористичного угрупування Джамаат Аш-Шабааб на півдні Сомалі. У кампанії основну роль взяла на себе сомалійська армія, а кенійські збройні сили надавали їй підтримку. На початку червня 2012 року кенійські війська були офіційно прийняті в AMISOM. До вересня 2012 року збройні сили Сомалі за підтримки Кенії і інших країн Африканського союзу, а також за участю повстанців з руху Раскамбоні зуміли захопити останнє підконтрольне Джамаат Аш-Шабааб велике місто країни - Кісмайо.
У квітні 2014 року федеральний уряд Сомалі офіційно відкликав свого посла з Кенії в знак протесту проти затримання дипломата в Найробі. У серпні 2014 року федеральний уряд Сомалі звернувся до Міжнародного суду аби визначити морський кордон між Сомалі і Кенією в Індійському океані. У 2017 році президент Сомалі Мохамед Абдуллагі Мохамед здійснив свій перший державний візит до Кенії, де провів переговори президентом цієї країни Ухуру Кеніятта. Лідери обговорили питання посилення торговельних і дипломатичних відносин між державами. За місяць до офіційної зустрічі президент Кенії Ухуру Кеніятта був присутній на церемонії інавгурації президента Сомалі Мохамеда Абдуллагі Мохамеда.

## Співпраця
Під час візиту президента Сомалі Мохамеда Абдуллагі Мохамеда в Кенію були підписані численні угоди, сторони домовилися про співпрацю в області безпеки, торгівлі, туризму та імміграції. Кенія і Сомалі дійшли згоди поновити прямі рейси між Найробі і Могадішо. Кенія також погодилася допомогти в навчанні сомалійських державних службовців. Обидві країни також взаємно скасували візовий режим для державних службовців. Мохамед Абдуллагі Мохамед високо оцінив зусилля Кенії по прийняттю біженців з Сомалі, а також її військовий внесок в боротьбу з бойовиками Джамаат Аш-Шабааб.

## Торгівля
Кенія та Сомалі підтримують комерційні відносини через торговий блок Intergovernmental Authority on Development.

## Дипломатичне представництво
Федеральний уряд Сомалі має посольство в Найробі. Дипломатичне представництво очолює посол Джамал Мохамед Хасан.